# Rajd Baltic 1972
Rajd Baltic 1972 (9. Sachs Baltic Rally) – 9 edycja rajdu samochodowego Rajd Baltic rozgrywanego w Niemczech. Rozgrywany był od 20 do 24 września 1972 roku. Była to siedemnasta runda Rajdowych Mistrzostw Europy w roku 1972.

## Klasyfikacja rajdu
| Miejsce                      | Kierowca                     | Pilot                        | Samochód                     | Czas                         | Strata                       |                              |
| Klasyfikacja generalna i ERC | Klasyfikacja generalna i ERC | Klasyfikacja generalna i ERC | Klasyfikacja generalna i ERC | Klasyfikacja generalna i ERC | Klasyfikacja generalna i ERC | Klasyfikacja generalna i ERC |
| ---------------------------- | ---------------------------- | ---------------------------- | ---------------------------- | ---------------------------- | ---------------------------- | ---------------------------- |
| 1.                           | Walter Röhrl                 | Jochen Berger                | Ford Capri 2600 RS           | 2:06:33                      | 0.0                          |                              |
| 2.                           | Sobiesław Zasada             | Andrzej Komorowski           | Porsche 911 S                | 2:07:12                      | +39                          |                              |
| 3.                           | Oluf Vester Kristensen       | Hans Toudal                  | BMW 2002 Ti                  | 2:15:50                      | +9:17                        |                              |
| 4.                           | Poul Christian Olsen         | Karsten Richardt             | Volvo 142 GL                 | 2:19:05                      | +12:32                       |                              |
| 5.                           | Henning Christensen          | Poul Erik Møller             | Toyota Corolla               | 2:19:37                      | +13:04                       |                              |
| 6.                           | John Haugland                | Arild Antonsen               | Škoda 120 S                  | 2:19:38                      | +13:05                       |                              |
| 7.                           | Tommy Wilhelmsson            | Arne Johansson               | Volvo 142                    | 2:20:30                      | +13:57                       |                              |
| 8.                           | Birger Tangeland             | Arve Herstrøm                | BMW 1600 TI                  | 2:20:42                      | +14:09                       |                              |
| 9.                           | Bengt Sørensen               | Henrik Petersen              | BMW 2002                     | 2:21:29                      | +14:56                       |                              |
| 10.                          | Johannes Schnoor             | Günther Schwartz             | BMW 1602                     | 2:21:36                      | +15:03                       |                              |